# Гусарковский сельсовет (Климовичский район)
Гусарковский сельсовет (белор. Гусаркаўскі сельсавет) — административная единица на территории Климовичского района Могилёвской области Белоруссии. Административный центр — деревня Гусарка.

## История
Решением Могилёвского областного Совета депутатов от 21 декабря 2011 г. Гусарковскому сельсовету переданы деревни Озерцы, Остров, Павловичи, входившие в состав упразднённого Лозовицкого сельсовета.

## Состав
Включает 17 населённых пунктов:
- Блиунг — деревня.
- Буховка — деревня.
- Гусарка — деревня.
- Ерошовка — деревня.
- Зелёный Клин — деревня.
- Зимницы — деревня.
- Коноховка — деревня.
- Круглое — деревня.
- Озерцы — деревня.
- Остров — деревня.
- Павловичи — деревня.
- Ректа — деревня.
- Свирель — деревня.
- Свищёво — деревня.
- Селище — деревня.
- Хотень — деревня.
- Чепельки — деревня.

Упразднённые населённые пункты:
- Пожарь — деревня.